# Tirstrup Kirke
Tirstrup Kirke, Tirstrup Sogn, Djurs Sønder Herred i det tidligere Randers Amt, knap 19 kilometer sydvest for Grenaa.

## Bygningshistorie
I romansk tid blev der bygget en kirke i Tirstrup, antagelig en traditionel kirke med skib og kor, opført i granitkvadre på en sokkel med skråkant. Kirkens videre skæbne blev dog som mange andre landsbykirker knyttet til den nærliggende herregård.
I 1465 vælger herremanden på godset Bjørnholm (i dag Høgholm), rigshofmesteren Otte Nielsen Rosenkrantz at nedrive kirken og opføre en ny fra grunden. Den nye bygning er i sin udformning beslægtet med kirkerne i Bregnet (Rønde) og Marie Magdalene, som ligeledes er opført af rigshofmesteren. Byggematerialet er hovedsagelig munkesten. Skibet har fem hvælvingsfag og har mod øst med en tresidet afslutning. Tårnet mod vest er et såkaldt ”styltetårn” med en åbning i vestmuren. Det kan være lidt yngre end skibet. Tårnet er foroven afsluttet med et blytækket pyramidetag. Mod nord findes et oprindeligt sakristi og på sydsiden et gravkapel fra ca. 1535. Sidstnævnte er opført på foranledning af Otte Nielsens oldesøn, lensmand på Gotland Henrik Nielsen Rosenkrantz. Både sakristiet og kapellet har kamgavle. På kirkens nordside lå et våbenhus, der i slutningen af 1700-tallet erstattedes med det nuværende.
Der er dog spor efter den tidligere kirke i den nuværende bygning. Således de to tilhugne vinduesoverliggere i sakristiet, samt korbuens to kragsten – anvendt som syld under korvæggens stræbepiller.
Af kalkmalerier har kirken sandsynligvis ikke haft flere end de endnu synlige våbenmærker, der ses på skibets to nederste hvælvfag. De tilhører Aarhus-bispen Jens Iversen Lange, samt kirkens grundlæggere, ægteparret Otte Nielsen Rosenkrantz og Else Krognos.

## Inventar
- Altertavlen i Tirstup hører til blandt de prægtigste, vi har bevaret fra senmiddelalderen. Ud fra en noget usikker datering, år 1522, mener man med en vis rimelighed at kunne tilskrive tavlen den bekendte snedker Claus Bergs værksted i Odense. Tavlen har i sit centrale felt Treenigheden som motiv. Den latinske inskription herunder lyder ”Sancta Trinitas unus Deus misere nobis” (oversat: Hellige Treenighed, én Gud, forbarm dig over os). På fløjene ses henholdsvis Johannes Døberen med Gudslammet, og Maria Magdalene med salvekrukken. Altertavlen var en votivgave fra Birgitte Thott for hendes mand rigshofmester Niels Eriksen Rosenkrantz samt datteren Karine. Ægteparrets våbenskjolde ses på predellaen.
- Nadverskranken er fra år 1700 og udstyret med våbenskjoldene for slægterne Krag og Høg. Høgholm tilhørte på dette tidspunkt Helle Trolle, enke efter Iver Juul Høg og anden gang gift med Palle Krag til Katholm.
- Prædikestolen er måske den ældste i landet. Udført i gotlandsk kalksten og er antagelig udført i 1300-tallet.
- Døbefonten er ligeledes et gotlandsk arbejde i kalksten. Den er af den såkaldte keglestubtype. Dåbsfadet er udstyret med våbenskjoldene for slægterne Juul og Parsberg.
- På nordvæggen hænger et senmiddelalderligt korbuekrucifiks fra 1400-tallet.
- I koret hænger et forgyldt alterkrucifiks, der dog kun er en moderne kopi fra 1967. Tidligere rummede Tirstrup Kirke et af landets største klenodier fra den tidlige middelalder – et krucifiks med forgyldte kobberplader fra ca. 1150-1200. I mange år har man opbevaret det på Nationalmuseet, men ved kirkens 500-års jubilæum i 1967 fik kirken en tro kopi som erstatning.

## Gravminder
Tirstrup Kirkes tilknytning til det gamle Bjørnholm (Høgholm) afspejler sig i de gravminder, ligsten og epitafier, som ses i kirken.
- En ligsten over ægteparret rigshofmester Niels Eriksen Rosenkrantz og Birgitte Thott samt datteren Karine. Stenen er i den tilmurede norddør i skibet. Oprindelig blev Niels Eriksen begravet i Randers Gråbrødrekirke og Birgitte i Skjern Kirke vest for Randers. Da Gråbrødreklostret blev sløjfet, lod sønnen Christoffer Nielsen Rosenkrantz deres jordiske rester og ligsten overføre til Tirstrup. De ligger nu begravet foran alteret.
- På korets sydvæg ses endnu en ligsten med billedfigurer. De er Just Høg (†1649) og hustru Anne Rantzau (†1656).
- På korets nordvæg hænger et epitafium over pastor Ole Christiansen Nørup, hans hustru og fem børn. Han var præst 1660-72.
- Indtil 1880'erne hang der i gravkapellet fem runde mindetavler af egetræ. De var udført i 1535 på Gotland for lensmanden Henrik Nielsen Rosenkrantz. Da de var i en slet forfatning, blev de kasseret ved et provstesyn. Heldigvis blev de reddet fra undergang af familien Rosenkrantz på Rosenholm, hvor de siden opbevaredes. I dag findes de ene tavle stadig her, medens de øvrige er på Frederiksborgmuseet.